# Kissziget
Kissziget is een plaats (község) en gemeente in het Hongaarse comitaat Zala. Kissziget telt 187 inwoners (2001).